# Heinrich Band
Heinrich Band (Krefeld, 4 de abril de 1821-Krefeld, 2 de diciembre de 1860), fue músico (violonchelista), profesor de música, comerciante de instrumentos musicales e inventor/diseñador del bandoneón  (perfeccionando el acordeón y la concertina), usado generalmente en las orquestas de tango y al que le dio su nombre. Era hijo de Peter Band, un tejedor de seda que dejó su oficio en 1838 para dedicarse a la música y al comercio de instrumentos musicales. La tienda la entregó a su hijo Heinrich (entonces de 22 años), quien se hizo cargo de ella hasta su fallecimiento a la edad de 39 años.
Heinrich Band tuvo tres hijos con Johanna Siebourg, quien tras la prematura muerte de su marido administraría el negocio. Después del fallecimiento de la viuda el comercio quedó en manos del hijo mayor de Heinrich, Alfred Band.
- Datos: Q92139
- Multimedia: Heinrich Band / Q92139